# Hataz (Atabae)
Hataz ist ein osttimoresischer Suco im Verwaltungsamt Atabae (Gemeinde Bobonaro).

## Geographie
Hataz liegt im Südosten des Verwaltungsamts Atabae. Nördlich liegt, jenseits des Flusses Hatoleai, der Suco Atabae und westlich die Sucos Rairobo und Aidabaleten. Der Fluss Mukuki bildet den westlichen Teil der Südgrenze zum Suco Leolima (Verwaltungsamt Balibo). Östlich liegt jenseits des Nunura der Suco Ritabou (Verwaltungsamt Maliana). Hier heißt der Fluss allerdings Nunutura. Weiter flussabwärts ändert er seinen Namen in Bebai. Hier im Nordosten liegen jenseits des Flusses die Sucos Meligo und Atudara (beide Verwaltungsamt Cailaco). Die Flüsse Meuculi und Matenua, die im Suco Aidabaleten entspringen, durchqueren den Suco und münden, ebenso wie der Hatoleai, in den Nunura.
Hataz hat eine Fläche von 50,60 km² und teilt sich in die vier Aldeias Aidabaleten, Aidabasalala, Biamaraen und Boloi.
Die meisten größeren Ortschaften des Sucos liegen am Nunura. Dies sind von Süd nach Nord Biamaraen (Biamarae), Biamarae Leten (Bausae), Arlaeben, Aidabasalala, Boloi (Buloi) und Airamasala. Am Rand der Flussebene liegt im Nordosten der Ort Lahuluh.
In Aidabasalala, Biamaraen und Boloi stehen Grundschulen, in Aidabasalala zudem der Sitz des Sucos, ein Hospital und eine Kirche. Eine weitere Kapelle befindet sich in Biamaraen. Der Suco ist verkehrstechnisch schlecht angebunden. Für die Parlamentswahlen in Osttimor 2007 mussten die Wahlurnen mit dem Hubschrauber zum Wahllokal gebracht werden.
| Name              | Alternativnamen | Koordinaten           | Höhe  | Aldeia                 |
| ----------------- | --------------- | --------------------- | ----- | ---------------------- |
| Foho Buloilaun    | Buloilaun       | 08° 51′ S, 125° 10′ O | 436 m | Aidabaleten/Boloi      |
| Foho Hatagagaglua | Hatagagaglua    | 08° 51′ S, 125° 09′ O | 268 m | Aidabaleten            |
| Foho Malese       | Malese          | 08° 51′ S, 125° 10′ O | 446 m | Aidabaleten/Boloi      |
| Foho Nunuralaun   | Nunuralaun      | 08° 51′ S, 125° 11′ O | 294 m | Aidabaleten/Boloi      |
| Foho Hataslaun    | Hataslaun       | 08° 53′ S, 125° 09′ O | 476 m | Aidabasalala/Biamaraen |
| Foho Hatumale     | Hatumale        | 08° 52′ S, 125° 09′ O | 362 m | Aidabasalala           |
| Foho Hatunarbae   | Hatunarbae      | 08° 52′ S, 125° 09′ O | 319 m | Aidabasalala           |
| Foho Hatupai      | Hatupai         | 08° 53′ S, 125° 10′ O | 222 m | Aidabasalala           |
| Foho Baobolaun    | Baobolaun       | 08° 53′ S, 125° 09′ O | 266 m | Biamaraen              |
| Foho Hemelolaun   | Hemelolaun      | 08° 54′ S, 125° 09′ O | 239 m | Biamaraen              |
| Foho Milaun       | Milaun          | 08° 53′ S, 125° 09′ O | 219 m | Biamaraen              |
| Foho Nunuli       | Nunuli          | 08° 54′ S, 125° 06′ O | 447 m | Biamaraen              |

## Einwohner

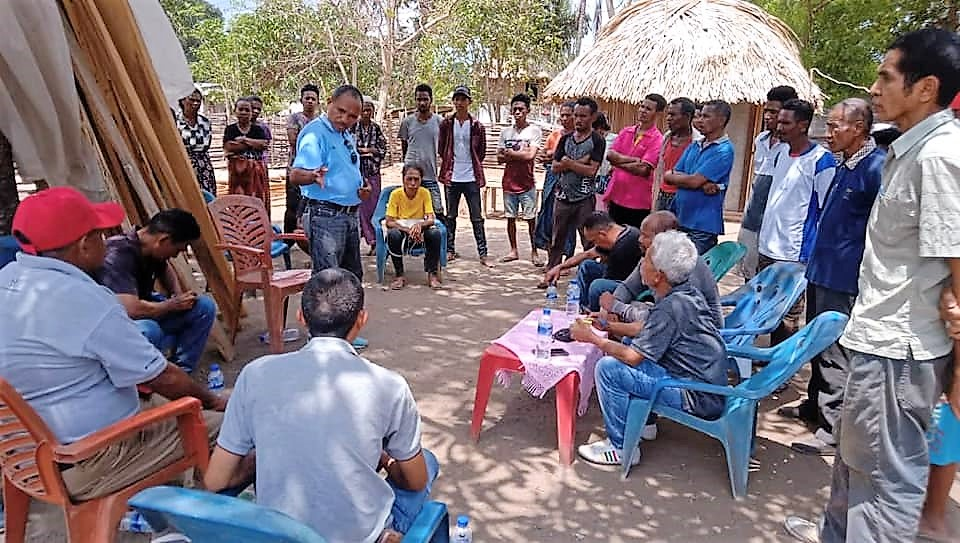
Im Dorf

Im Suco leben 2.328 Einwohner (2022), davon sind 1.150 Männer und 1.178 Frauen. Im Suco gibt es 388 Haushalte. Über 95 % der Einwohner geben Kemak als ihre Muttersprache an. Unter 5 % sprechen Tetum Prasa, kleine Minderheiten Bunak oder Habun.

## Geschichte
Am 16. Oktober 1999 kam es nah dem Ort Aidabasalala am Flüsschen Meuculi zu einem Gefecht zwischen sechs australischen INTERFET-Soldaten und etwa 20 Mitgliedern einer pro-indonesischen Miliz. Mindestens drei Milizionäre kamen dabei ums Leben, drei weitere wurden verletzt.

## Politik
Bei den Wahlen von 2004/2005 wurde José zum Chefe de Suco gewählt. Bei den Wahlen 2009 gewann Justino Laco Mali, 2016 Dimantinho dos Santos und 2023 wieder Justino Lacu Mali.